# 惡魔72
《惡魔72》（又译作）是由DeNA開發並營運的電子角色扮演遊戲，於2017年12月面向日本Android和iOS使用者推出。遊戲講述主人公所羅門利用傳說戒指之力率領72柱惡魔，從末日之戰「哈米吉多頓」的危機中拯救世界的故事。

## 開發
《惡魔72》由日本公司DeNA開發，公司職員宮前公彥擔任製作人。宮前身為「歷史模擬遊戲」和足球遊戲愛好者，希望將三國志系列選擇「大將」以及足球比賽佈設首發陣容與陣式的體驗融入該作——遊戲戰術因所擁有的角色而異。

## 發行
DeNA於2017年11月6日首次公開《惡魔72》，稱遊戲預定於同年12月發行。該作於2017年12月7日正式面向日本Android和iOS設備發行。

## 評價
4Gamer.net的蒼之杉浦稱讚《惡魔72》戰術性強，與敵人爭奪光子的系統富有特色，並稱讚故事引人入勝。
《惡魔72》獲2019年度日本遊戲大獎之優秀獎，為該年度唯一獲獎的手機遊戲。

## 外部連結
- 官方网站 （日語）